# Minta (Camerún)
Minta es una comuna camerunesa perteneciente al departamento de Haute-Sanaga de la región del Centro.
En 2005 tiene 11 406 habitantes, de los que 2151 viven en la capital comunal homónima.
Se ubica sobre la carretera N1, unos 200 km al noreste de la capital nacional Yaundé.

## Localidades
Comprende la ciudad de Minta y las siguientes localidades:
- Afanoveng
- Bikol
- Efoulan
- Elot
- Enong Bibak
- Etol
- Kagban
- Loum
- Mbargué
- Mbet
- Mbinang
- Meba
- Mebang
- Medalmbom
- Mekone I
- Mekone II
- Mekone III
- Mengue II
- Mewone
- Meyak
- Mgbaka
- Ndjoumbe
- Ngamba
- Ngo'o
- Ngok-Etélé
- Ngombé
- Nguen
- Nio
- Nlang
- Sandja
- Tikaré
- Vela
- Wall